# Scopifera stenosema
Scopifera stenosema är en fjärilsart som beskrevs av George Francis Hampson. Scopifera stenosema ingår i släktet Scopifera och familjen nattflyn. Inga underarter finns listade.